# 74 TCN
Năm 74 TCN là một năm trong lịch Julius. 